# Mercedes-Benz MGP W02
Chronologie des modèles (2011)
Mercedes-Benz MGP W01 Mercedes AMG F1 W03
La Mercedes-Benz MGP W02 est la monoplace de Formule 1 engagée par l’équipe Mercedes Grand Prix dans le cadre du championnat du monde de Formule 1 2011. Présentée le 1er février 2011 sur le circuit de Valencia, elle fait ses débuts en championnat le 27 mars 2011 au Grand Prix d'Australie, pilotée par les Allemands Michael Schumacher et Nico Rosberg.
Outre une carrosserie d’une livrée conciliant davantage le vert de Petronas au gris historique des Flèches d'Argent, Mercedes dote sa monoplace d’un KERS ; ce système, non utilisé par l’ensemble des écuries en 2010, est associé au bloc FO 108Y, dernière génération du moteur V8 atmosphérique Mercedes-Benz. La MGP W02 marque le retour à une forme plus traditionnelle de la boîte à air et présente un museau très relevé sur l’avant.

## Résultats en championnat du monde de Formule 1
| Saison | Écurie                       | Moteur              | Pneus   | Pilotes            | Courses | Courses | Courses | Courses | Courses | Courses | Courses | Courses | Courses | Courses | Courses | Courses | Courses | Courses | Courses | Courses | Courses | Courses | Courses | Points inscrits | Classement |
| Saison | Écurie                       | Moteur              | Pneus   | Pilotes            | 1       | 2       | 3       | 4       | 5       | 6       | 7       | 8       | 9       | 10      | 11      | 12      | 13      | 14      | 15      | 16      | 17      | 18      | 19      | Points inscrits | Classement |
| ------ | ---------------------------- | ------------------- | ------- | ------------------ | ------- | ------- | ------- | ------- | ------- | ------- | ------- | ------- | ------- | ------- | ------- | ------- | ------- | ------- | ------- | ------- | ------- | ------- | ------- | --------------- | ---------- |
| 2011   | Mercedes GP Petronas F1 Team | Mercedes V8 FO 108Y | Pirelli |                    | AUS     | MAL     | CHI     | TUR     | ESP     | MON     | CAN     | EUR     | GBR     | ALL     | HON     | BEL     | ITA     | SIN     | JAP     | COR     | IND     | ABU     | BRÉ     | 165             | 4e         |
| 2011   | Mercedes GP Petronas F1 Team | Mercedes V8 FO 108Y | Pirelli | Michael Schumacher | Abd     | 9e      | 8e      | 12e     | 6e      | Abd     | 4e      | 17e     | 9e      | 8e      | Abd     | 5e      | 5e      | Abd     | 6e      | Abd     | 5e      | 7e      | 15e     | 165             | 4e         |
| 2011   | Mercedes GP Petronas F1 Team | Mercedes V8 FO 108Y | Pirelli | Nico Rosberg       | Abd     | 12e     | 5e      | 5e      | 7e      | 11e     | 11e     | 7e      | 6e      | 7e      | 9e      | 6e      | Abd     | 6e      | 10e     | 8e      | 6e      | 6e      | 7e      | 165             | 4e         |

Légende : ici